# Glochidion maingayi
Glochidion maingayi är en emblikaväxtart som beskrevs av Andrew Thomas Gage. Glochidion maingayi ingår i släktet Glochidion och familjen emblikaväxter. Inga underarter finns listade i Catalogue of Life.